# Ghiacciaio Astro
Il ghiacciaio Astro è un ghiacciaio tributario situato nella Terra di Oates, in Antartide. Il ghiacciaio, il cui punto più alto si trova a oltre 1800 m s.l.m., fluisce in direzione nord-est tra le colline Turner e il picco Tricorno, nella regione settentrionale delle monti Miller, fino a unire il proprio flusso a quello del ghiacciaio Marsh a nord dell'interserzione tra il flusso del ghiacciaio Skua e quello del Marsh.

## Storia
Il ghiacciaio Astro fu scoperto dal reparto settentrionale di una spedizione neozelandese di ricognizione geologica in Antartide svolta tra il 1961 e il 1962, e fu così battezzato in virtù del fatto che una stazione astronomica era stata approntata su una scogliera nei pressi del fronte del ghiacciaio nel dicembre del 1961.